# Lee Carroll

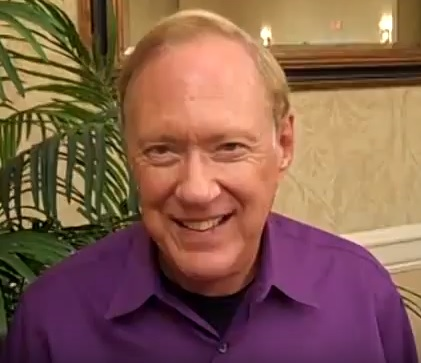
Lee Carroll

Lee Carroll ist ein US-amerikanischer Esoteriker, Autor von zwölf Büchern und bezeichnet sich als „Medium“ für eine Entität namens  „Kryon“.

## Leben
Nach seinen Examen in Betriebswirtschaftslehre an der California Western University in den 1950ern gründete Carroll in San Diego eine Firma für Audiotechnik und leitete diese 30 Jahre lang.
Nach ersten Kontakten zur „metaphysischen Gemeinschaft“ im kalifornischen Del Mar begann Carroll Ende der 80er Jahre Bücher zu veröffentlichen. Er gab neun Bücher heraus, die in 14 Übersetzungen erschienen sind.
1991 rief er zusammen mit Jan Tober in Del Mar die „Kryon-Lichtgruppen“ ins Leben. Auch außerhalb der Vereinigten Staaten halten beide Veranstaltungen ab. Bekannt wurden Carroll und Tober in der Esoterik für ihr 1999 wieder aufgegriffenes, ursprünglich von der Amerikanerin Nancy Ann Tappe in den 70er Jahren aufgestelltes Konzept der „Indigo-Kinder“. Damit beschreiben sie seit den 1970er Jahren zunehmend zu beobachtende Kinder mit angeblichen besonderen medialen und spirituellen Fähigkeiten.

## Tätigkeit als Medium
Lee Carroll bezeichnet sich als eines von mehreren Medien mit einem „Kanal“ zu einer außerirdischen Wesenheit namens „Kryon“ (griechisch für „kalt“) „vom magnetischen Dienst“. Kryon wird als „sanfte und liebevolle Wesenheit“ beschrieben, die über mehrere voneinander unabhängige „Kanäle“ gleichzeitig Botschaften an die Menschheit übermittele. Kryon beschreibe sich selbst als „Meister der magnetischen Energien im Universum“ und sei seit 1989 damit beschäftigt, „das Magnetfeld der Erde umzugestalten“. Dadurch würden die physikalischen Voraussetzungen geschaffen, um der Menschheit einen globalen Bewusstseinswandel zu ermöglichen. Neben Carroll seien der Südafrikaner David Brown sowie die deutschen Channel-Medien Barbara Bessen und Sabine Sangitar als Kryon-„Kanäle“ tätig. Letztere unterhält in Rosenheim eine „Kryonschule“, in der sie ihrer Kundschaft anbietet, sie in einem 48 oder 36 Schritte umfassenden Lehrgang „zum eigenen Erwachen“ zu führen.

## Warnung vor Wikipedia
Auf der englischsprachigen Website von Carroll wird vor Wikipedia gewarnt:

“It’s obvious that they don’t want to print the truth on Wikipedia. Just stay away from this biased site. Educators won’t use it. You shouldn’t either.”

„Es ist offensichtlich, dass sie auf Wikipedia nicht die Wahrheit schreiben wollen. Bleibt einfach von dieser voreingenommenen Website fern. Pädagogen würden sie nicht benutzen. Ihr solltet es auch nicht tun.“

## Werke
- Lee Carroll, Jan Tober: Die Indigo-Kinder. Eltern aufgepaßt… Die Kinder von morgen sind da! Koha 1999, ISBN 3-929512-61-0.
- Lee Carroll, Jan Tober: Indigo-Kinder erzählen. Ullstein 2004, ISBN 3-548-74092-8.
- Lee Carroll: Die Reise nach Hause. Koha 2000, ISBN 3-929512-71-8.
- Lee Carroll: Kryons Erzählungen. Parabeln für die Zeitenwende. Ullstein TB 2004, ISBN 3-548-74138-X.
- Lee Carroll: Kryon – Das Zeiten-Ende. Ullstein TB 2004, ISBN 978-3-548-74093-5.
- Lee Carroll: Kryon – Denke nicht wie ein Mensch. Ostergaard Verlag 2000/2004, ISBN 3-933075-02-5.
- Lee Carroll: Kryon – Alchemie des menschlichen Geistes. KOHA-Verlag 2007, ISBN 978-3-86728-019-8.
- Lee Carroll: Kryon – Gemeinsam mit Gott. Koha-Verlag GmbH 2007, ISBN 978-3-86728-008-2.
- Lee Carroll: Kryon – Briefe von zuhause. Koha-Verlag GmbH 2007, ISBN 978-3-86728-022-8.
- Lee Carroll: Kryon – Über die Schwelle. Koha-Verlag GmbH 2007, ISBN 978-3-86728-020-4.